# Hiroyuki Ikeuchi
Pour les articles homonymes, voir Ikeuchi.
Hiroyuki Ikeuchi (池内 博之, Ikeuchi Hiroyuki), né à Hitachinaka (Japon) le 24 novembre 1976, est un acteur japonais.

## Biographie
La mère de Hiroyuki Ikeuchi est salvadorienne et son père est japonais. Il est ceinture noire en judo et également un pêcheur passionné.
Ikeuchi a interprété le rôle du général Miura dans Ip Man de Wilson Yip. Il est également apparu dans Charisma de Kiyoshi Kurosawa. Il est apparu comme le principal antagoniste du film Manhunt (2017) de John Woo.

## Filmographie

### Au cinéma
- 1997 : Tokimeki Memorial
- 1997 : Dream Studium
- 1998 : Blues Harp
- 1999 : Charisma
- 2000 : Space Travelers
- 2002 : Chicken Heart
- 2003 : The Boat to Heaven
- 2003 : Karaoke Terror
- 2004 : Warau Iemon
- 2005 : Female
- 2005 : Hazard
- 2006 : Love My Life
- 2007 : Dolphine Blue
- 2007 : LoveDeath de Ryūhei Kitamura
- 2008 : Ip Man
- 2008 : Team Batista no Eikō
- 2008 : The Handsome Suit
- 2009 : Otonari
- 2010 : Space Battleship Yamato
- 2013 : The Wrath of Vajra
- 2015 : S The Last Policeman - Recovery of Our Future
- 2016 : Railroad Tigers
- 2017 : Manhunt
- 2018 : Eating Women
- 2019 : The Battle: Roar to Victory
- 2021 : Limbo

### À la télévision
- 1998 : GTO
- 1999 : Beautiful Life
- 2004 : Shinsengumi! : Kusaka Genzui
- 2006 : Tatta Hitotsu no Koi
- 2006 : Sengoku Jieitai: Sekigahara no Tatakai
- 2007 : Bambino
- 2009 : Smile (スマイル, Sumairu?)
- 2013 : Yae no Sakura : Kajiwara Heima
- 2014 : HERO 2
- 2016 : Kaitō Yamaneko : Katsuaki Inui[4]
- 2020 : 24 Japan : Takumi Nanjō[5]